# Guillén de Castro
Guillén de Castro y Bellvís (ur. 4 listopada 1569 w Walencji, zm. 28 lipca 1631 w Madrycie) – hiszpański poeta barokowy, w ojczyźnie uznawany za jednego z największych liryków dramatycznych, piewca katolicyzmu.

## Życie
Guillén de Castro urodził się w 1569 roku w Walencji w rodzinie szlacheckiej. Pełnił służbę jako dworzanin i rycerz we Włoszech od młodości zajmując się twórczością literacką. W 1618 roku przyjechał do Madrytu szukając uznania jako poeta i dramaturg. W tym samym roku wydał własnym sumptem pierwszą część swoich dramatów Primera parte de comedias.

## Twórczość
Dramaty Guilléna de Castro swoje główne inspiracje czerpały z narodowych, legendarnych wątków, których autor stał się koneserem pośrednio dzięki znajomości bogatej twórczości romansowej Hiszpanii. Twórczość Guilléna de Castro liczy sobie 50 utworów dramatycznych, ogłoszonych w dwóch tomach (1618, 1625), drukowanych osobno lub zachowanych w rękopisach.
- Don Kichote z Manchy (Don Quijote de la Mancha),
- Nieroztropny ciekawski (El curioso impertinente),
- Młodzieńcze czyny Cyda (Mocedades del Cid),
- Rycerskie czyny Cyda (Hazañas del Cid, 1621).